# 1556
| 1556               |
| ------------------ |
| Dødsfald - Fødsler |
| • Litteratur       |

| Gregoriansk kalender | 1556 MDLVI              |
| Ab urbe condita      | 2309                    |
| Armensk kalender     | 1005 ԹՎ ՌԵ              |
| Kinesiske kalender   | 4252 – 4253 乙卯 – 丙辰 |
| Etiopisk kalender    | 1548 – 1549             |
| Jødisk kalender      | 5316 – 5317             |
| Hindukalendere       |                         |
| - Vikram Samvat      | 1611 – 1612             |
| - Shaka Samvat       | 1478 – 1479             |
| - Kali Yuga          | 4657 – 4658             |
| Iransk kalender      | 934 – 935               |
| Islamisk kalender    | 963 – 964               |

Konge i Danmark: Christian 3. 1534-1559
Se også 1556 (tal)

## Begivenheder
- 23. januar – Jordskælv i Shensi provinsen, Kina dræber 830.000 personer.
- 21. marts – Biskoppen af Canterbury, Thomas Cranmer brændes på bålet som kætter; bl.a. for at lade Bibelen oversætte til engelsk.

## Dødsfald
- 31. juli Ignatius Loyola, soldat og grundlægger af jesuiterordenen, dør 65 år gammel.